# Saprinus semistriatus
Saprinus semistriatus är en skalbaggsart som först beskrevs av Scriba 1790.  Saprinus semistriatus ingår i släktet Saprinus och familjen stumpbaggar. Arten är reproducerande i Sverige. Inga underarter finns listade i Catalogue of Life.